# Governo Schoof
Il Governo Schoof (in lingua nederlandese: Kabinet-Schoof) è il settantaduesimo ed attuale Governo dei Paesi Bassi, presieduto dal primo ministro Dick Schoof ed in carica dal 2 luglio 2024 (sebbene già dimissionario dal 3 giugno 2025).
Si tratta di un esecutivo a trazione di centro-destra (guidato, tuttavia, da una figura indipendente al fine di garantire equamente gli interessi della coalizione), che si basa sull’appoggio dei nazionalisti del Partito per la Libertà (PVV), dei liberali del Partito Popolare per la Libertà e la Democrazia (VVD), dei cristiano-democratici del Nuovo Contratto Sociale (NSC) e dei ruralisti del Movimento Civico-Contadino (BBB).

## Storia

### Formazione
In seguito al complicato quadro politico emerso dalle elezioni legislative del precedente novembre, che hanno visto la vittoria, sebbene solo relativa, del Partito per la Libertà (PVV) di Geert Wilders e, tra l’altro, l’ascesa di nuove formazioni come Nuovo Contratto Sociale (NSC) e Movimento Civico-Contadino (BBB), a discapito del Partito Popolare per la Libertà e la Democrazia (VVD) e della sua coalizione di governo, per il paese è iniziato un incerto periodo post-elettorale, caratterizzato da lunghe negoziazioni ed ampie difficoltà in tutto il processo di formazione, che hanno fatto pensare anche ad una probabile ripetizione elettorale.
Dunque, constatato l’esito del voto, i principali partiti hanno presto iniziato, seppur non con ottime prospettive di partenza, una fase intensa di consultazioni, giungendo inizialmente, secondo quanto prescritto dalla prassi, alla nomina di Gom van Strien (PVV) al ruolo di scout, al fine di sondare una maggioranza operativa, venendo questi, tuttavia, presto rimpiazzato da Ronald Plasterk (PvdA) nel ruolo di informateur.
Da qui, nonostante i lunghi tentativi di compromesso e negoziato, su spinta specialmente di Geert Wilders, le negoziazioni si sono solo complicate ulteriormente, specie per perplessità dovute al rispetto dello stato di diritto ed alla gestione delle questioni finanziarie, portando così, il 6 febbraio, all’abbandono delle trattative da parte del Nuovo Contratto Sociale (NSC) di Pieter Omzigt ed alla speculazione su un eventuale governo alternativo a guida Sinistra Verde - Partito del Lavoro (GL-PvdA) o, di nuovo, all’indizione di nuove elezioni. Nonostante alla fine la situazione si sia calmata, Plasterk è stato comunque rimpiazzato a sua volta da Kim Putters (PvdA), sempre nel ruolo di informateur, il quale ha tuttavia, come il precedente, consigliato di continuare a perseguire i negoziati con l’area di centro-destra.
In tal senso, dunque, sebbene con molto affanno, i negoziati sono di nuovo ricominciati, portando addirittura Geert Wilders a rinunciare a sorpresa alle sue aspirazioni al ruolo di Ministro-Presidente pur di formare un nuovo esecutivo, trovando apprezzamento dalle sue controparti. Questa evoluzione dei negoziati ha così portato alla sostituzione di Putters con ben due informateur, Elbert Dijkgraaf (SGP) e Richard van Zwol (CDA), i quali hanno dunque supervisionato nuovamente tutti gli aspetti del negoziato e redatto un rapporto complessivo sulla situazione.
Alla fine, un accordo è stato ufficialmente raggiunto, con la chiusura di tutti i dossier negoziali, il 15 maggio, tra il Partito per la Libertà (PVV), Partito Popolare per la Libertà e la Democrazia (VVD), Nuovo Contratto Sociale (NSC) e Movimento Civico-Contadino (BBB), lasciando la determinazione del futuro Ministro-Presidente allo stesso Geert Wilders, in quanto leader del partito più votato.
A questo punto Wilders, ha proposto di nominare Ronald Plasterk (PvdA) alla carica, ma questa idea è stata subito bloccata da Omzigt e dal Nuovo Contratto Sociale (NSC), per via di dissapori tra i due. Di qui, Wilders ha così approcciato Kim Putters (PvdA) per l’incarico, congiuntamente all’invito di nominare formateur l’informateur Richard van Zwol (CDA), venendo questi autorizzato il 22 maggio a sondare un suo appoggio all’idea, ma senza successo a causa del rifiuto del candidato.
In definitiva, come ultimo tentativo, Wilders ha approcciato il 29 maggio Dick Schoof, già ex capo dei servizi segreti del paese, il quale ha accettato ed è dunque divenuto il candidato designato, concludendo così il processo di formazione.
Il 2 luglio, infine, a 222 giorni dalle elezioni e con l’approvazione della Tweede Kamer, il governo, composto da 16 ministri e 13 segretari di stato per un totale di 29 membri (di cui 12 donne), è ufficialmente entrato in carica.

### Dimissioni
Il 3 giugno 2025, in seguito ad una serie di accese dispute e divergenze tra i partiti politici facenti parte del governo sul tema dell’immigrazione e dell’asilo politico, esacerbate già da un clima già molto teso dovuto ad una crescente impopolarità e a già latenti contrasti sull’indirizzo politico generale e nei rapporti interni, il Partito per la Libertà (PVV) di Geert Wilders ritira la propria partecipazione dall’esecutivo, portando così il Ministro-presidente dei Paesi Bassi Dick Schoof a rassegnare le proprie dimissioni e quelle del governo da lui presieduto nelle mani del sovrano Guglielmo Alessandro. Il Re, quindi, a seguito di un colloquio, invita il capo del governo a rimanere in carica per il disbrigo degli affari correnti ed urgenti.
Alla fine, constatata presto l’evidente inconciliabilità e recepito pochi giorni dopo il parere consultivo in materia da parte del Consiglio elettorale (Kiesraad) — come richiesto dalla legge elettorale —, il governo chiede al sovrano lo scioglimento parlamentare e l’indizione di nuove elezioni per l’ottobre dello stesso anno, il quale contestualmente accetta.

## Compagine di governo

### Appartenenza politica
L'appartenenza politica dei membri del Governo alla sua formazione si poteva così riassumere:
| Partito | Partito                                               | Ministro-Presidente | Ministri | Segretari di Stato | Totale |
| ------- | ----------------------------------------------------- | ------------------- | -------- | ------------------ | ------ |
|         | Indipendenti (IND)                                    | 1                   | -        | -                  | 1      |
|         | Partito per la Libertà (PVV)                          | -                   | 5        | 4                  | 9      |
|         | Partito Popolare per la Libertà e la Democrazia (VVD) | -                   | 4        | 3                  | 7      |
|         | Nuovo Contratto Sociale (NSC)                         | -                   | 4        | 3                  | 7      |
|         | Movimento Civico-Contadino (BBB)                      | -                   | 2        | 3                  | 5      |
| Totale  | Totale                                                | 1                   | 15       | 13                 | 29     |

L'appartenenza politica dei membri al momento del termine del proprio mandato si può così riassumere:
| Partito | Partito                                               | Ministro-Presidente | Ministri | Segretari di Stato | Totale |
| ------- | ----------------------------------------------------- | ------------------- | -------- | ------------------ | ------ |
|         | Indipendenti (IND)                                    | 1                   | -        | -                  | 1      |
|         | Partito Popolare per la Libertà e la Democrazia (VVD) | -                   | 6        | 4                  | 10     |
|         | Nuovo Contratto Sociale (NSC)                         | -                   | 5        | 3                  | 8      |
|         | Movimento Civico-Contadino (BBB)                      | -                   | 3        | 4                  | 7      |
| Totale  | Totale                                                | 1                   | 14       | 11                 | 26     |

### Situazione parlamentare
Al momento del giuramento dell’esecutivo, il 2 luglio 2024:
| Camera       | Collocazione | Partiti                                                                                                  | Seggi    |
| ------------ | ------------ | --- | -------- |
| Tweede Kamer | Maggioranza  | PVV (37), VVD (24), NSC (20), BBB (7)                                                                    | 88 / 150 |
| Tweede Kamer | Opposizione  | GL-PvdA (25), D66 (9), CDA (5), SP (5), DENK (3), PvdD (3), FvD (3), SGP (3), CU (3), VOLT (2), JA21 (1) | 62 / 150 |

Al momento della sua caduta, il 3 giugno 2025:
| Camera       | Collocazione | Partiti | Seggi    |
| ------------ | ------------ | --- | -------- |
| Tweede Kamer | Governo      | VVD (24), NSC (20), BBB (7)                                                                                        | 51 / 150 |
| Tweede Kamer | Opposizione  | PVV (37), GL-PvdA (25), D66 (9), CDA (5), SP (5), DENK (3), PvdD (3), FvD (3), SGP (3), CU (3), VOLT (2), JA21 (1) | 99 / 150 |

## Composizione
Indipendenti
     Partito per la Libertà (PVV)
     Partito Popolare per la Libertà e la Democrazia (VVD)
     Nuovo Contratto Sociale (NSC)
     Movimento Civico-Contadino (BBB)
| Ufficio del Ministro-presidente                           | Ufficio del Ministro-presidente | Ufficio del Ministro-presidente                                 | Ufficio del Ministro-presidente          | Ufficio del Ministro-presidente |
| Carica                                                    | Titolare                        | Titolare                                                        | Titolare                                 | Segretari di Stato |
| --------------------------------------------------------- | ------------------------------- | --------------------------------------------------------------- | ---------------------------------------- | --- |
| Ministro-presidente (Affari Generali)                     |                                 |                                                                 | Dick Schoof (Indipendente)               | Carica non assegnata |
| Primo Vice Ministro-Presidente                            |                                 |                                                                 | Fleur Agema (PVV) Fino al 03/06/2025     | Carica non assegnata |
| Primo Vice Ministro-Presidente                            |                                 | Sophie Hermans (VVD) Dal 03/06/2025                             |                                          | Carica non assegnata |
| Secondo Vice Ministro-Presidente                          |                                 |                                                                 | Sophie Hermans (VVD) Fino al 03/06/2025  | Carica non assegnata |
| Secondo Vice Ministro-Presidente                          |                                 | Eddy van Hijum (NSC) Dal 03/06/2025                             |                                          | Carica non assegnata |
| Terzo Vice Ministro-Presidente                            |                                 |                                                                 | Eddy van Hijum (NSC) Fino al 03/06/2025  | Carica non assegnata |
| Terzo Vice Ministro-Presidente                            |                                 | Mona Keijzer (BBB) Dal 03/06/2025                               |                                          | Carica non assegnata |
| Quarto Vice Ministro-Presidente (soppresso)               |                                 |                                                                 | Mona Keijzer (BBB) Fino al 03/06/2025    | Carica non assegnata |
| Ministeri senza portafoglio                               |                                 |                                                                 |                                          | |
| Commercio estero e Cooperazione allo sviluppo (soppresso) |                                 |                                                                 | Reinette Klever (PVV) Fino al 03/06/2025 | Carica non assegnata |
| Commercio estero e Cooperazione allo sviluppo (soppresso) |                                 | Caspar Veldkamp (NSC) (ad interim) Dal 03/06/2025 al 19/06/2025 |                                          | Carica non assegnata |
| Ministeri                                                 |                                 |                                                                 |                                          | |
| Ministri                                                  | Ministri                        | Ministri                                                        | Ministri                                 | Segretari di Stato |
| Salute, Benessere e Sport                                 |                                 |                                                                 | Fleur Agema (PVV) Fino al 03/06/2025     | - Vicky Maeijer (PVV) Fino al 03/06/2025 - Nicki Pouw-Verweij (BBB) Dal 19/06/2025 - Vincent Karremans (VVD) Fino al 19/06/2025 - Judith Tielen (VVD) Dal 19/06/2025       |
| Salute, Benessere e Sport                                 |                                 | Eddy van Hijum (NSC) (ad interim) Dal 03/06/2025 al 19/06/2025  |                                          | - Vicky Maeijer (PVV) Fino al 03/06/2025 - Nicki Pouw-Verweij (BBB) Dal 19/06/2025 - Vincent Karremans (VVD) Fino al 19/06/2025 - Judith Tielen (VVD) Dal 19/06/2025       |
| Salute, Benessere e Sport                                 |                                 | Daniëlle Jansen (NSC) Dal 19/06/2025                            |                                          | - Vicky Maeijer (PVV) Fino al 03/06/2025 - Nicki Pouw-Verweij (BBB) Dal 19/06/2025 - Vincent Karremans (VVD) Fino al 19/06/2025 - Judith Tielen (VVD) Dal 19/06/2025       |
| Clima e Crescita verde                                    |                                 |                                                                 | Sophie Hermans (VVD)                     | Carica non assegnata |
| Affari sociali ed Occupazione                             |                                 |                                                                 | Eddy van Hijum (NSC)                     | Jurgen Nobel (VVD) |
| Alloggi e Pianificazione spaziale                         |                                 |                                                                 | Mona Keijzer (BBB)                       | Carica non assegnata |
| Affari esteri                                             |                                 |                                                                 | Caspar Veldkamp (NSC)                    | - Hanneke Boerma (NSC) Dal 19/06/2025 |
| Giustizia e Sicurezza                                     |                                 |                                                                 | David van Weel (VVD)                     | - Ingrid Coenradie (PVV) Fino al 03/06/2025 - Teun Struycken (Indipendente-NSC)                                                                                            |
| Interno e Relazioni con il Regno                          |                                 |                                                                 | Judith Uitermark (NSC)                   | - Zsolt Szabó (PVV) Fino al 03/06/2025 - Eddie van Marum (BBB) |
| Istruzione, Cultura e Scienza                             |                                 |                                                                 | Eppo Bruins (NSC)                        | Mariëlle Paul (VVD) |
| Finanze                                                   |                                 |                                                                 | Eelco Heinen (VVD)                       | - Folkert Idsinga (NSC) Fino al 01/11/2024 - Tjebbe van Oostenbruggen (NSC) Dal 01/11/2024 - Nora Achahbar (NSC) Fino al 15/11/2024 - Folkert Idsinga (NSC) Dal 12/12/2024 |
| Difesa                                                    |                                 |                                                                 | Ruben Brekelmans (VVD)                   | Gijs Tuinman (BBB) |
| Infrastrutture e Gestione delle risorse idriche           |                                 |                                                                 | Barry Madlener (PVV) Fino al 03/06/2025  | - Chris Jansen (PVV) Fino al 03/06/2025 - Thierry Aartsen (VVD) Dal 19/06/2025                                                                                             |
| Infrastrutture e Gestione delle risorse idriche           |                                 | Sophie Hermans (VVD) (ad interim) Dal 03/06/2025 al 19/06/2025  |                                          | - Chris Jansen (PVV) Fino al 03/06/2025 - Thierry Aartsen (VVD) Dal 19/06/2025                                                                                             |
| Infrastrutture e Gestione delle risorse idriche           |                                 | Robert Tieman (BBB) Dal 19/06/2025                              |                                          | - Chris Jansen (PVV) Fino al 03/06/2025 - Thierry Aartsen (VVD) Dal 19/06/2025                                                                                             |
| Affari economici                                          |                                 |                                                                 | Dirk Beljaarts (PVV) Fino al 03/06/2025  | Carica non assegnata |
| Affari economici                                          |                                 | Eelco Heinen (VVD) (ad interim) Dal 03/06/2025 al 19/06/2025    |                                          | Carica non assegnata |
| Affari economici                                          |                                 | Vincent Karremans (VVD) Dal 19/06/2025                          |                                          | Carica non assegnata |
| Agricoltura, Pesca, Sicurezza alimentare e Natura         |                                 |                                                                 | Femke Wiersma (BBB)                      | Jean Rummenie (BBB) |
| Asilo e Migrazione                                        |                                 |                                                                 | Marjolein Faber (PVV) Fino al 03/06/2025 | Carica non assegnata |
| Asilo e Migrazione                                        |                                 | David van Weel (VVD) Dal 03/06/2025                             |                                          | Carica non assegnata |

### Esplicative
1. 1 2  Fino al 03/06/2025.
2. 1 2 3 4 5 6 7  Uno dei quali è anche Vice Ministro-Presidente.
3. 1 2  Viene riportata la situazione parlamentare solo di questa camera (e non anche della Eerste Kamer) poiché solo quest'ultima ha il potere di controllare il rapporto di fiducia con l'esecutivo.
4. ↑  Inizialmente associato al Ministero degli Affari esteri, le sue competenze sono state attribuite direttamente a quest’ultimo per il tramite di un Segretario di Stato interno al ministero.
5. 1 2  Con delega all’Assistenza sociale ed a lungo termine.
6. 1 2  Con delega alla gioventù, alla prevenzione ed allo sport.
7. ↑  Altresì competente, dall’11/06/2025, in materia di Immigrazione, servizio di rimpatrio e partenze, accordi internazionali con i paesi d’origine e migrazione dall'Unione europea, in seguito allo scorporo di alcune competenze dal Ministero dell’Asilo e della Migrazione. Dal 19/06/2025, per adempiere a tali compiti e coordinarsi con la struttura amministrativa precedente, il ministro è divenuto anche ministro senza portafoglio all’interno del ministero scorporato.
8. ↑  Con delega alla Partecipazione ed all’integrazione.
9. ↑  Altresì competente, dall’11/06/2025, in materia di COA, politica di accoglienza, edilizia abitativa comunale, rifugiati ucraini, permessi di soggiorno per ricongiungimenti familiari, distribuzione e gestione del sistema, in seguito allo scorporo di alcune competenze dal Ministero dell’Asilo e della Migrazione. Dal 19/06/2025, per adempiere a tali compiti e coordinarsi con la struttura amministrativa precedente, il ministro è divenuto anche ministro senza portafoglio all’interno del ministero scorporato.
10. ↑  Con delega al Commercio estero ed alla Cooperazione allo sviluppo.
11. ↑  Con delega alla Giustizia ed alla sicurezza.
12. ↑  Dal 19/06/2025 le relative competenze sono state divise tra il Segretario di Stato per la Tutela legale e quello per la Partecipazione ed Integrazione.
13. ↑  Con delega alla Tutela legale.
14. ↑  Con delega alle Relazioni con il Regno ed alla digitalizzazione.
15. ↑  Con delega alla Ripresa di Groninga e, dal 19/06/2025 con delega alle Relazioni con il Regno ed alla digitalizzazione.
16. ↑  Con delega all’Istruzione primaria, secondaria ed all’emancipazione.
17. 1 2  Con delega alle Tasse ed alle dogane.
18. 1 2  Con delega ai Sussidi ed ai benefici sociali.
19. 1 2  Con delega ai Trasporti pubblici ed all’ambiente.
20. ↑  Con delega alla Pesca, alla sicurezza alimentare ed alla natura.
21. ↑  Dall’11/06/2025 esso ricomprende solo le competenze in materia di asilo politico, gestione degli stranieri, controllo delle frontiere e criminalizzazione della mancata cooperazione al rimpatrio, in quanto le altre competenze sono state scorporate e trasferite ad altri dicasteri.
22. ↑  Ad interim fino al 19/06/2025.

### Bibliografiche
1. ↑   Alle elezioni nei Paesi Bassi ha vinto l’estrema destra, inaspettatamente, Il Post, 23 novembre 2023.
2. ↑   Elezioni in Olanda, vince l'estrema destra di Wilders: "Non potranno più ignorarci", SkyTG24, 23 novembre 2023.
3. ↑   Nei Paesi Bassi formare un governo non sarà semplice, Il Post, 25 novembre 2023.
4. ↑   Paesi Bassi: la vittoria di Wilders apre alla prospettiva di un governo di destra, ma i negoziati saranno complessi, Agenzia Nova, 23 novembre 2023.
5. ↑   Il principale partito di centrodestra olandese, che governava i Paesi Bassi dal 2010, non farà parte del nuovo governo, Il Post, 24 novembre 2023.
6. ↑   Nei Paesi Bassi il senatore Gom van Strien si è dimesso dall’incarico di trovare una maggioranza parlamentare, per via di alcune accuse di frode, Il Post, 28 novembre 2023.
7. ↑   Federico Baccini, Nei Paesi Bassi l’estrema destra sta faticando a mettere in piedi un governo di coalizione, eunews, 24 gennaio 2024.
8. 1 2   Nei Paesi Bassi l’estrema destra non sta riuscendo a formare un governo, Il Post, 7 febbraio 2024.
9. ↑  (NL) "Tweede Kamer akkoord met Kim Putters als nieuwe informateur", NOS, 14 febbraio 2024.
10. ↑  (NL) Hoe gaat-ie met de formatie? Dat vindt Wilders ‘een ingewikkelde vraag’, NRC, 10 aprile 2024.
11. ↑   C’è un accordo per fare un governo nei Paesi Bassi, a sei mesi dalle elezioni, Il Post, 15 maggio 2024.
12. ↑  (NL) Lamyae Aharaouay, "Pieter Omtzigt blokkeert – tot dusver – de voordracht van Ronald Plasterk als premier", NRC, 16 maggio 2024.
13. ↑  (NL) "Zoektocht naar premier vol hobbels en gekibbel", de Telegraaf, 28 maggio 2024.
14. ↑  (NL) Tobias den Hartog, Hanneke Keultjes, "De Grote Puzzel van Schoof levert nu al strijd op: wie krijgt welk ministerie?", het Parool, 30 maggio 2024.
15. ↑   È stato scelto il nuovo primo ministro dei Paesi Bassi, infine, Il Post, 29 maggio 2024.
16. ↑   Nei Paesi Bassi si è insediato il governo del primo ministro Dick Schoof, più di sette mesi dopo le elezioni, Il Post, 2 luglio 2024.
17. ↑   Giura il nuovo governo olandese, Schoof primo ministro, ANSA, 2 luglio 2024.
18. ↑  (EN) Confidence in cabinet slips to 16%, VVD voters most critical, Dutch News, 19 marzo 2025.
19. ↑   Il governo dei Paesi Bassi ha già rischiato di cadere, Il Post, 16 novembre 2024.
20. ↑   Cos’ha in mente Geert Wilders, Il Post, 4 giugno 2025.
21. ↑   Olanda, leader di estrema destra Wilders esce dalla coalizione: cade il governo, SkyTG24, 3 giugno 2025.
22. ↑   L’estrema destra ha fatto cadere il governo dei Paesi Bassi, Il Post, 3 giugno 2025.
23. ↑   Il premier Schoof si dimette, si apre la crisi di governo in Olanda. Wilders ha ritirato sostegno, Rai News, 3 giugno 2025.
24. ↑  (NL, EN) Minister-president Schoof biedt ontslag kabinet aan [Il primo ministro Schoof offre le dimissioni dal governo], su rijksoverheid.nl, Ministerie van Algemene Zaken (Ministry of General Affairs - Ministero degli Affari Generali), 3 giugno 2025.
25. ↑  (NL) Advies Kiesraad: woensdag 29 oktober eerste reële optie voor Tweede Kamerverkiezing [Parere del Consiglio elettorale: mercoledì 29 ottobre prima opzione reale per le elezioni della Seconda Camera], su kiesraad.nl, Kiesraad, 4 giugno 2025.
26. ↑   Nei Paesi Bassi ci saranno elezioni anticipate il 29 ottobre, Il Post, 6 giugno 2025.